# Gwardia Ruchoma
Gwardia Ruchoma – powołana w czasie powstania listopadowego przez dyktatora Józefa Chłopickiego 6 grudnia 1830.
Utworzona dla wspierania działań wojska. Wyłoniona z rezerw Straży Bezpieczeństwa, liczyła 80 batalionów. Każde województwo było zobowiązane "dostarczyć" 10 batalionów po 1000 ludzi. Z szeregów gwardii uzupełniano stan istniejących pułków i tworzono nowe. Według instrukcji do obowiązków jej dowódców należało m.in. organizowanie  wywiadu o ruchach nieprzyjacielskich, utrzymywanie łączności z innymi oddziałami, urabianie poprawnych stosunków z miejscową ludnością, szkolenie podkomendnych, sprawy zaopatrzenia.